# Apenburg
Apenburg è una frazione del comune tedesco di Apenburg-Winterfeld, nella Sassonia-Anhalt.

Conta (2006) 881 abitanti.

## Storia
Apenburg costituì un comune autonomo fino al 1º luglio 2009.